# 622-й козачий батальйон
622-й козачий батальйон (нім. Kosaken Bataillon 622, рос. 622-й казачий батальон) — військовий підрозділ Вермахту періоду Другої світової війни, що складався переважно з козаків.

## Історія
У таборі утримання полонених козаків під Шепетівкою у серпні 1942 було сформовано 6-й зведений козачий полк. Його І-й батальйон у листопаді-грудні реорганізували у 622-й козачий батальйон під командуванням лейтенанта Древеса. Батальйон складався з п'яти рот. Його ввели до 703-го полку (східного) особливого призначення (переформатований згодом у 750-й Козачий полк спеціального призначення). Батальйон контролював тили 3-ї танкової армії групи «Центр» і у грудні 1942 — січні 1943 вони в районі Вязьми-Дорогобужа боролись з партизанами. З березня 1943 батальйон протидіяв партизанам в районі Вітебськ-Полоцьк.
З травня 1943 батальйон передали до 201-ї охоронної дивізії (нім. 201. Sicherungs-Division) генерала Альфреда Якобі. Влітку його повернули до 750-й Козачого полку спеціального призначення. У жовтні 1943 батальйон перевели до південної Франції для захисту узбережжя Біскайської затоки, де підпорядкували 708-й дивізії народних гренадерів 1-й армії Вермахту. 19 квітня 1944 його реорганізували у І батальйон 360-го гренадерського козачого полку. Їх використовували для боротьби з рухом опору. Після висадки союзників з серпня 1944 почали відступ в глиб Франції. У січні 1945 бились з американцями у Шварцвальді і до кінця місяця перебазувались на австро-словенський кордон. У березні увійшли до 3-ї козачої пластунської дивізії 15-го козачого корпусу кавалерії СС. На початку травня 1945 капітулювали перед британськими підрозділами.